# يحمول
يَحْمُولُ قرية في منطقة اعزاز في محافظة حلب. تقع على بعد حوالي 40 كم شمال مدينة حلب.
ذكرها ياقوت في معجمه حيث قال: يَحْمُولُ - اسم قرية مشهورة من قرى حلب من ناحية الجزر.